# 奥勒夫博士的怪物
《奥勒夫博士的怪物》（西班牙語：El secreto del Dr. Orloff）是一部由傑斯·佛朗哥執導的恐怖電影，於1964年上映。這是繼同導演1962年《可怕的奥勒弗》之後奥勒夫博士這個角色第二次出現。

## 剧情
梅利莎，一个还是青少年的年轻女孩，与胡安·曼努埃尔一同从奥地利的小村庄出发，前往她的伯父康拉德和伯母英格卢德的豪宅度过圣诞节。梅利莎的父亲安德罗斯在康拉德的家中神秘去世已有一段时间。现在，这位年轻的女孩刚刚达到了法定成年年龄，康拉德打算把遗产交给她。
抵达豪宅后，梅利莎由仆人西塞龙接待，还见到了酗酒的伯母英格卢德。随后她在实验室里见到了康拉德伯父，他正在那里进行一个阴险的实验。奥勒夫博士身体状况不佳时，向康拉德透露了他关于使用心灵控制和超聲波复活的知识。
梅丽莎想要了解有关父亲死亡的情况，但却遭遇了康拉德和英格卢德的推诿。原来，安德罗斯和英格卢德曾有一段爱情故事，被康拉德撞见。康拉德因嫉妒和愤怒而发狂，杀害了安德罗斯。凭借奥勒夫博士的知识，康拉德成功地复活了他已故的安德罗斯，并将安德罗斯变成了一个专杀荒淫女性的喪屍。然而，复活的安德罗斯的身体似乎也能感受到女儿在屋子里的存在，开始自行行动，脱离了医生的控制。
面对严重的局势，多起待解的谋杀案，侦探克莱因被派去解开这个谜团，但他的调查没有结果。最终是奥勒夫博士向警方提供了关于他同行的线索。在豪宅里，英格卢德因看到复活的情人而惊愕而死。康拉德试图杀死梅利莎，但安德罗斯结束了他的生命。尽管安德罗斯救了她的命，梅丽莎还是同意充当诱饵，让警察击毙安德罗斯。